# Sarasota School of Architecture
La Sarasota School of Architecture (« École d'Architecture de Sarasota ») est un style architectural d'après-guerre qui est apparu au centre de la côte occidentale de la Floride. De nombreux architectes pionniers de cette « école » ont ensuite épousé des carrières internationales. De nombreux bâtiments construits dans ce style sont toujours visibles dans la localité de Sarasota, notamment sur l'île de Lido Key. 

## Description

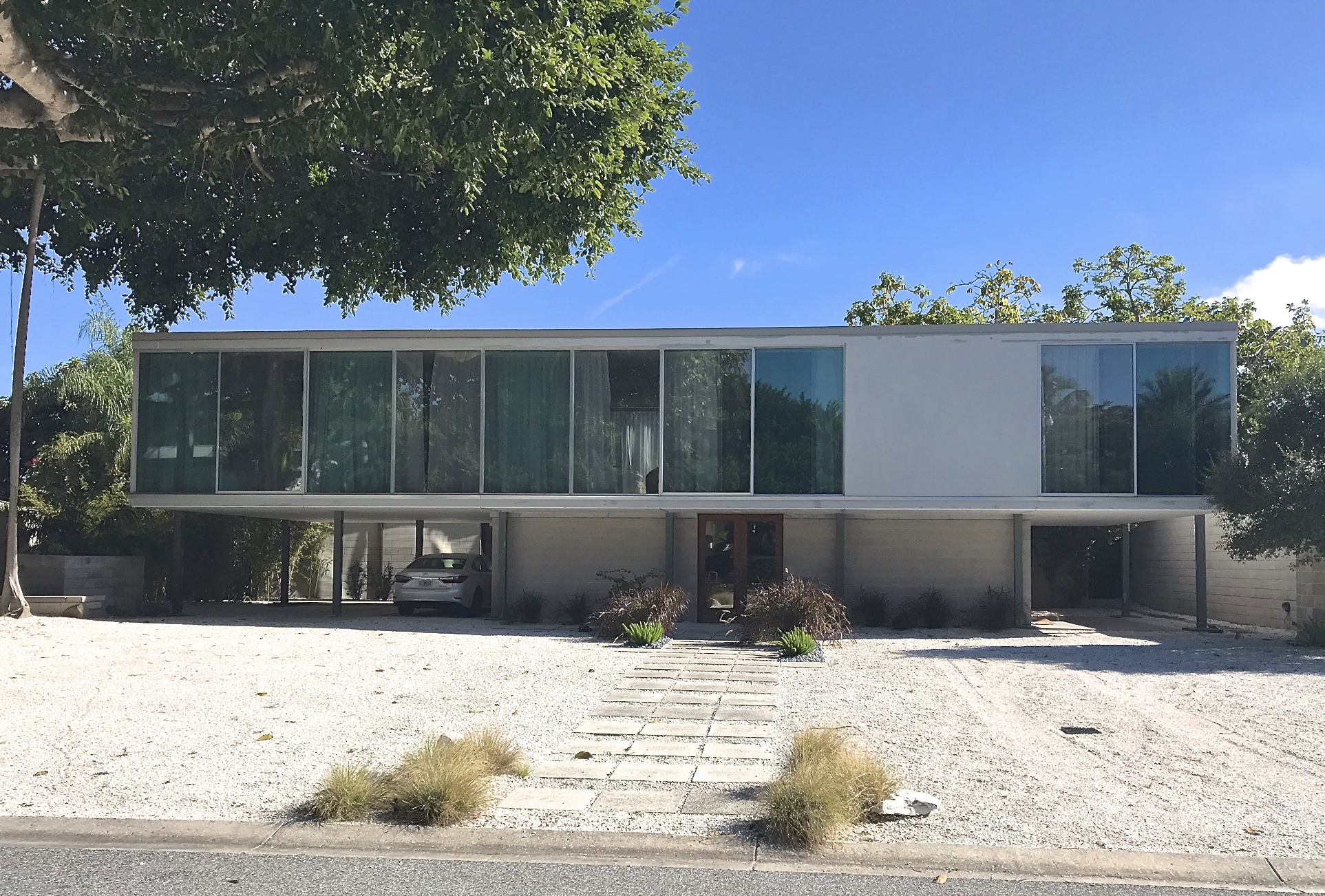
Hiss Studio, par Tim Seibert

Le style d'architecture est caractérisé par sa prise en compte du climat et de la localisation des bâtiments. Les bâtiments de ce style, développés pour la plupart entre 1941 et 1966, se composent de grands pare-soleil, de systèmes innovants de ventilation, de portes vitrées coulissantes surdimensionnées, de cages d'escaliers flottantes et de murs en vitres cachées par des stores rabattables.
Paul Rudolph, Bert Brosmith, Ralph Twitchell, Victor Lundy, Tim Seibert, Jack West, Philip Hiss, Gene Leedy et Mark Hampton sont les architectes les plus importants de ce style régional. Un des bâtiments de Rudolph, le Sanderling Beach Club, est classé sur le Registre national des lieux historiques.  